# Atrociraptor marshalli
Atrociraptor marshalli és una espècie de dinosaure dromeosàurid que va viure al Cretaci superior (estatge del Maastrichtià inferior) en el que actualment és Alberta, Canadà. Aquesta espècie fou descoberta a la formació del Horseshoe Canyon, a prop de Drumheller.